# Ałakurtti
Ałakurtti (ros. Алакуртти, fiń. Alakurtti) – wieś w obwodzie murmańskim w Rosji.
Do 1940 roku należała do Finlandii. W 1940 po wojnie zimowej wraz z dużym obszarem Karelii została scedowana do Związku Radzieckiego. Jednym w warunków traktatu moskiewskiego, kończącego wojnę, była budowa linii kolejowej pomiędzy Kandałakszą (na magistrali Murmańsk – Petersburg) do Salli w Finlandii. Po stronie radzieckiej kolej przebiegała przez Ałakurtti. Po wojnie odcinek między granicą fińską a Ałakurtti został rozebrany. Odcinek z Ałakurtti do Kandałakszy (a dokładniej do stacji węzłowej Ruczji-Karielskije) jest wykorzystywany w ruchu towarowym.
W 2014 roku we wsi utworzono bazę wojskową, w której stacjonuje kilka tysięcy żołnierzy.